# Bromelia braunii
Espèce
Classification phylogénétique
Bromelia braunii est une espèce de plantes tropicales de la famille des Bromeliaceae, endémique du Brésil et décrite en 2003.

## Distribution
L'espèce est endémique de l'État de Tocantins au centre du Brésil.

## Description
L'espèce est hémicryptophyte.